# Cerro de Guadalupe, Delstaten Mexiko
Cerro de Guadalupe är en ort i Mexiko.   Den ligger i kommunen Villa de Allende och delstaten Mexiko, i den södra delen av landet, 100 km väster om huvudstaden Mexico City. Cerro de Guadalupe ligger 2 623 meter över havet och antalet invånare är 187.
Terrängen runt Cerro de Guadalupe är kuperad västerut, men österut är den platt. Runt Cerro de Guadalupe är det ganska tätbefolkat, med 90 invånare per kvadratkilometer. Närmaste större samhälle är Valle de Bravo, 17,0 km sydväst om Cerro de Guadalupe. I omgivningarna runt Cerro de Guadalupe växer huvudsakligen savannskog.